# 향사례
향사례(鄕射禮)는 향음주례와 마찬가지로 고을의 유덕자를 존경하고 예양읍손(禮讓揖遜)의 풍조를 이룩하기 위한 연중행사이다. 본래 중국에서 왔으나 조선 성종 때 왕이 성균관에서 대사례(大射禮)를 행한 뒤 전국에 실시하도록 교시하였다. 
그 절차는 매년 3월 3일과 9월 9일에 고을의 효제충신(孝悌忠信)하고 예의에 밝은 자를 주빈으로 삼아서 당 근처에 단(壇)을 만들고 90보 거리에 과녁을 세우며, 향음 때와 마찬가지로 주인이 손님을 맞아 단에 와서 주·빈 간에 재배례를 행하고 술자리를 베풀면 술잔을 세 차례 돌린다. 사사(司射)가 손님에게 활쏘기를 청하고 먼저 단에 올라 시작한다. 이어 빈·주가 짝이 되어 차례로 활을 쏘는데 그때마다 풍악을 울리고 쏘기를 마치면 사사가 술상을 다시 베풀어 과녁을 맞히지 못한 자에게 벌주를 준다. 술자리가 끝나면 일동은 재배례를 행하고 주인이 문밖까지 전송함으로써 의식을 끝낸다.